# لورنسبرگ (تنسی)
لورنسبرگ(به انگلیسی: Lawrenceburg) شهری در ایالت تنسی کشور ایالات متحده آمریکا است که جمعیت آن در سرشماری سال ۲۰۱۰ میلادی، ۱۰٬۴۲۸ نفر بوده‌است.